# Patricia (genre)
Pour les articles homonymes, voir Patricia.
Genre
Patricia est un genre d'insectes lépidoptères appartenant à la famille des Nymphalidae et à la sous-famille des Danainae qui résident le long de la côte Pacifique de l'Amérique du Sud.

## Dénomination
Le genre Patricia a été nommé par Richard Middleton Fox (d) en 1940. 

## Liste d'espèces
Selon BioLib (28 décembre 2020) :
- Patricia demylus (Godman & Salvin, 1879)
- Patricia dercyllidas (Hewitson, 1864)
- Patricia oligyrtis (Hewitson, 1877)